# La Bridoire
La Bridoire – miejscowość i gmina we Francji, w regionie Owernia-Rodan-Alpy, w departamencie Sabaudia.
Według danych na rok 1990 gminę zamieszkiwało 1115 osób, a gęstość zaludnienia wynosiła 180 osób/km² (wśród 2880 gmin regionu Rodan-Alpy La Bridoire plasuje się na 721. miejscu pod względem liczby ludności, natomiast pod względem powierzchni na miejscu 1419.).